# El Güito
El Güito, eigentlich Eduardo Serrano Iglesias (* Juni 1942 in Madrid; † 8. Januar 2025 in Collado Villalba) war ein spanischer Flamenco-Tänzer und Choreograf.

## Leben
Eduardo Serrano wuchs im madrilenischen Stadtviertel El Rastro auf. Wie viele Familien in den ersten Jahren nach dem spanischen Bürgerkrieg litt auch sein Elternhaus unter Armut. Seine Mutter verkaufte Lotterielose in Bars und Cafés. Eduardo hatte seit frühester Kindheit das Bedürfnis zu tanzen. Im Alter von fünf Jahren gewann er das erste Mal in seinem Leben einen ersten Preis in einem Tanzwettbewerb für Kinder. Seine Mutter nahm ihn des Öfteren mit zu ihren Verkaufstouren durch die Bars und ermunterte ihn, den Flamenco-Künstlern zuzuschauen und sich von ihnen etwas abzuschauen. Zweimal trat er in seiner Kindheit in Kinofilmen auf: 1951 in Una cubana en España unter der Regie von Luis Bayón Herrera und 1954 in Un caballero andaluz von Luis Lucía.
Sein erster Lehrer war Antonio Marín. Seine künstlerische Laufbahn begann mit 14 Jahren, als er Aufnahme fand in die Kompanie von Pilar López. Mit ihr trat er im Palace Theatre in London auf. Als jüngster Tänzer der Kompanie lernte er von bekannten Tänzern wie Farruco, Mario Maya und Curro Vélez, und von der Kompaniechefin Pilar López, der er in Hochachtung zugetan war. Sie ihrerseits hielt große Stücke auf ihren jugendlichen Bailarín:

«¡Es como la tierra misma! Una fuerza, una raíz tan fuerte que ya sube hasta el cielo.»

„Er ist wie die Erde selbst! Eine Kraft, eine Wurzel so stark, dass er sogar bis zum Himmel hinaufsteigt.“

Bereits 1959 erhielt er die erste bedeutende Auszeichnung für seine Tanzkunst: Den Prix Sarah Bernhardt des Pariser Théâtre des Nations.
Im Alter von 15 Jahren verließ er Pilar López’ Kompanie und begann, in den Tablaos und Festsälen Madrids aufzutreten. Es folgten Auftritte im Ausland: in Portugal, Frankreich, Ägypten, den Vereinigten Staaten und Deutschland. Wie er selbst später zugab, waren es kritische Jugendjahre, geprägt von Leichtsinn, reichlichem Alkoholgenuss und mangelhaftem Übungsfleiß. 1960 trat er mit Sonidos negros unter Soledad Miralles auf, 1962 in Los Tarantos unter Francisco Rovira Beleta 1964 in der Antología dramática del flamenco unter Manuela Vargas und ein Jahr später in Flamenco de Manuela Vargas. Im selben Jahr hatte er einen Auftritt Film Gitana von Joaquín Bollo Muro. 1970–1972 bildete er gemeinsam mit Mario Maya und Carmen Mora das Trío Madrid; dort verblüffte er das Publikum mit seiner kreativen Interpretation der Soleá. Mit Mario Maya und der Tänzerin Antonia Martínez bildete er 1974 ein weiteres Trio; gemeinsam interpretierte man im Schauspiel Ceremonial Texte des granadinischen Dichters Juan de Loxa.
In den 1980er Jahren folgten Auftritte als Gasttänzer im Ballet Nacional de España. Darüber hinaus begann er, eigene Choreografien zu inszenieren. Seine Schöpfung Diálogos del Amargo nach Texten von Federico García Lorca brachte ihm 1982 den ersten Preis des Theaterfestivals von Sitges ein. 1986 trat er in Farrucos Show Flamenco puro auf. Ein Jahr später tanzte er in den Vereinigten Staaten in Santa Fe in Enrique Morentes El loco romántico, einer Hommage an Don Quichote de la Mancha. Ferner trat er in den 1980er Jahren bei den großen Flamenco-Festivals in Madrid, Granada, Sevilla und Mérida auf. Für seine Darbietung beim Festival de Cante Jondo wurde er mit dem Premio Matilde Coral ausgezeichnet.
Der Kritiker Emilio Jiménez schrieb 1986 im Correo de Andalucía: In der Caña, seiner Caña, wie Jiménez betonte, verzichte El Güito auf die üblichen Requisiten wie Umhang und Sombrero; allein durch seine Bühnenpräsenz, seine Leidenschaft und seine Intelligenz schlage er von der kleinen Bühne aus sein Publikum in den Bann. Miguel Acal lobte 1988 im Diario 16 erneut seine Schöpfungskraft in der Soleá:

«El Güito baila por Soleá como nunca se ha bailado en el Patio de la Montería.»

„El Güito tanzt die Soleá, wie sie im Patio de la Montería noch nie getanzt wurde.“

Auch in den 1990er und 2000er Jahren trat er bei den bedeutenden Flamenco-Festivals auf und setzte seine eigenen Shows in Szene. Er stand unter anderem in Málaga, Córdoba, Sevilla, Nîmes, und im Théâtre du Châtelet auf der Bühne. 1996 brachte er mit Raíces Gitanas im Gran Teatro von Córdoba eine große Reihe von Palos des Flamenco auf die Bühne. Die Sequenz von Tangos, Farruca, Taranto, Bulerías, Alegrías, Seguiriyas, Martinetes und Bulerías por Soleá fand ihren Höhepunkt in seiner ihm eigenen Interpretation der Soleá. 1996 und 1997 wurde er erneut mit zwei bedeutenden Preisen ausgezeichnet: Dem Galardón Calle de Alcalá und dem Premio Nacional de Baile der Cátedra de Flamenología de Jerez.
2002 brachte er vor mehr als 3.000 Zuschauern A puerta abierta mit Mari Paz Lucena und Alfonso Losa auf die Bühne des New York City Center. In Dos Generaciones stellte er 2007 seine inzwischen klassische Interpretation der Farruca und der Soleá in Kontrast zu neueren Formen der jüngeren Generation, die von Mari Paz Lucena und María Juncal repräsentiert wurden.
In den späteren Jahren widmete er sich verstärkt der Lehre. Er unterrichtete am Zentrum für Flamenco und spanische Tanzkunst Amor de Dios in Madrid. Er hielt Kurse im Auftrag des Centro Andaluz de Flamenco sowie bei den Festival von Jerez und von Mont-de-Marsan. Gleichwohl trat er auch im fortgeschrittenen Alter gelegentlich noch als Tänzer auf die Bühne, beispielsweise:
- Bei der Biennale von Sevilla 2010 gemeinsam mit der portugiesischen Sängerin Dulce Pontes;[11]
- 2015 bei der erweiterten Biennale von Sevilla;[12]
- 2016 beim Flamenco-Festival im Mercat de les Flors in Barcelona.[13]

El Güito starb im Januar 2025 in einem Krankenhaus in Collado Villalba an den Folgen einer Lungenentzündung.

## Stil
José Luis Navarro García charakterisiert El Güitos Stil als „Quintessenz des apollinischen“ Tanzes. Jede Bewegung resultiere in einer Skulptur; sein Tanz sei „feierlich, gemessen, elegant und männlich“ – ein „paradigmatisches Modell des klassisch-männlichen Flamenco“. Seine Farruca sei eindrucksvoll, seine Caña feierlich, seine Seguiriya gemessen und majestätisch und seine Bulería grazil. Am meisten aber charakterisiere ihn seine abgeklärte, ruhige Interpretation der Soleá.
El Güito selbst nannte als sein Prinzip:

«El baile Flamenco hay que reposarlo. No se trata de hacer muchos contratiempos y cosas dificiles con los pies. Lo más importante es emocionar.»

„Der Flamenco erfordert Ruhe. Man gebe sich nicht mit Überraschungen und schwierigen Dingen mit den Füßen ab. Das Wichtigste ist, Emotion zu wecken.“